# Pabits deroderus
Pabits deroderus är en ringmaskart som beskrevs av Chamberlin 1919. Pabits deroderus ingår i släktet Pabits och familjen Ampharetidae. Inga underarter finns listade i Catalogue of Life.